# Landkreis Helmstedt
Landkreis Helmstedt är ett distrikt (Landkreis) i det tyska förbundslandet Niedersachsen.

## Administrativ indelning
I förvaltningsrättslig mening finns i modern tid ingen skillnad mellan begreppet Stadt (stad) gentemot Gemeinde (kommun). 

### Einheitsgemeinde
| - Helmstedt (stad) | - Königslutter am Elm (stad) | - Lehre | - Schöningen (stad) |

### Samtgemeinden i Landkreis Goslar
| - Samtgemeinde Grasleben | - Samtgemeinde Heeseberg | - Samtgemeinde Nord-Elm | - Samtgemeinde Velpke |

### Kommunfria områden
| - Brunsleberfeld - Helmstedt | - Königslutter | - Mariental | - Schöningen |

1. ↑  GeoNames, 2005, Geonames-ID: 3221014, läs online och läs online.[källa från Wikidata]
2. ↑  läs online, www1.nls.niedersachsen.de .[källa från Wikidata]